# Административно-территориальное деление Екатеринбурга

Внутригородские районы Екатеринбурга:
1. Академический район
2. Верх-Исетский район
3. Железнодорожный район
4. Кировский район
5. Ленинский район
6. Октябрьский район
7. Орджоникидзевский район
8. Чкаловский район

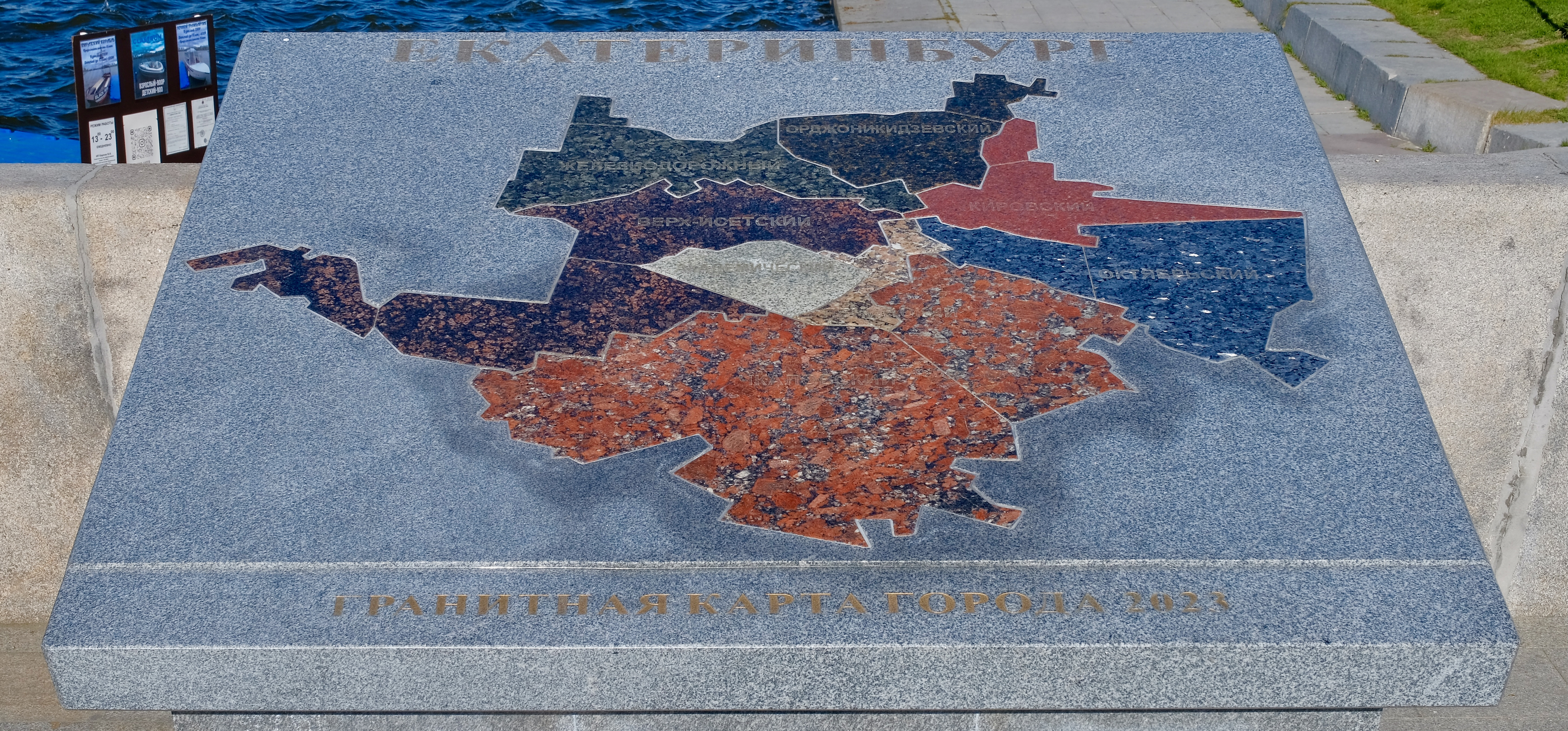
Стела с изображением городских районов на плотине Городского пруда

Город Екатеринбург, административный центр Свердловской области, в качестве административно-территориальной единицы c соответствующим ей муниципальным образованием делится на 8 внутригородских районов: Академический, Верх-Исетский, Железнодорожный, Кировский, Ленинский, Октябрьский, Орджоникидзевский, Чкаловский. Районы города не являются муниципальными образованиями. Исторический центр города поделён между пятью внутригородскими районами (кроме Академического, Орджоникидзевского и Чкаловского).

## Районы Екатеринбурга
| Район             | Площадь, км² | Население, чел. | Плотность населения, чел/км² | Глава Администрации         | Сайт | Код ОКАТО  |
| ----------------- | ------------ | --------------- | ---------------------------- | --------------------------- | ---- | ---------- |
| Академический     | 46,01        | 125 000         | 2717                         | Смирнягин Николай Сергеевич | см.  | 65 401 362 |
| Верх-Исетский     | 219,79       | ↗240 822        | 1096                         | Морозов Андрей Михайлович   | см.  | 65 401 364 |
| Железнодорожный   | 125,65       | ↘158 675        | 1263                         | Першин Виталий Павлович     | см.  | 65 401 368 |
| Кировский         | 86,25        | ↘220 749        | 2559                         | Боликов Владимир Юрьевич    | см.  | 65 401 373 |
| Ленинский         | 22,19        | ↗222 258        | 10016                        | Беруашвили Элена Заурьевна  | см.  | 65 401 377 |
| Октябрьский       | 158,6        | ↗151 775        | 957                          | Костенко Игорь Витальевич   | см.  | 65 401 380 |
| Орджоникидзевский | 99,3         | ↘263 820        | 2657                         | Кравченко Роман Геннадьевич | см.  | 65 401 385 |
| Чкаловский        | 389,81       | ↗286 277        | 743                          | Шипицын Евгений Викторович  | см.  | 65 401 390 |

## Населённые пункты
Районам города подчинены 18 сельских населённых пунктов (16 посёлков и 2 села), образующих вместе с самим городом единое муниципальное образование город Екатеринбург со статусом городского округа.
| №     | Населённый пункт    | Тип населённого пункта | Население (чел.) | Внутри- городской район |
| ----- | ------------------- | ---------------------- | ---------------- | ----------------------- |
| 1e-06 | Екатеринбург        | город                  | ↗1 548 187       |                         |
| 1     | Березит             | посёлок                | ↗154             | Орджоникидзевский       |
| 2     | Верхнемакарово      | село                   | ↗463             | Чкаловский              |
| 3     | Горный Щит          | село                   | ↘5726            | Чкаловский              |
| 4     | Зелёный Бор         | посёлок                | ↘157             | Чкаловский              |
| 5     | Исток               | посёлок                | ↗6358            | Октябрьский             |
| 6     | Медный              | посёлок                | ↗719             | Верх-Исетский           |
| 7     | Мичуринский         | посёлок                | ↗8394            | Академический           |
| 8     | Московский          | посёлок                | ↘289             | Академический           |
| 9     | Палкинский Торфяник | посёлок                | ↗385             | Верх-Исетский           |
| 10    | Полеводство         | посёлок                | ↗1230            | Чкаловский              |
| 11    | Садовый             | посёлок                | ↗3361            | Орджоникидзевский       |
| 12    | Северка             | посёлок                | ↘2917            | Железнодорожный         |
| 13    | Совхозный           | посёлок                | ↗7101            | Ленинский               |
| 14    | Сысерть             | посёлок                | ↘725             | Чкаловский              |
| 15    | Чусовское Озеро     | посёлок                | ↘616             | Верх-Исетский           |
| 16    | Шабровский          | посёлок                | ↘4251            | Чкаловский              |
| 17    | Широкая Речка       | посёлок                | ↗360             | Чкаловский              |
| 18    | Шувакиш             | посёлок                | ↗1083            | Железнодорожный         |

## История
В 1919 году Екатеринбург был поделён на 5 районов, которые имели порядковые наименования: от Первого до Пятого. В 1922 году Второй и Пятый районы вошли в Первый (будущий Ленинский).
В 1926 году впервые был выделен Верх-Исетский район, который с 1934 года по 1936 годы входил в Первый (Ленинский) район. В марте 1931 года был образован Сталинский район, а 16 марта 1934 года — Октябрьский.
К Ленинскому району были отнесены западная часть самого города, ж. д. узел, ст. Сортировочная, пос. Красная Звезда, ВИЗ, Лесопильный завод, Пролетарская дача; правобережная застроенная часть города — заводы им. Воеводина, им. Воровского, Автоген, Стеклограф, аэропорт, гранильная фабрика, мясокомбинат, завод бесцементных камней, Новострой, Спартак, авторемонтные мастерские, пос. Елизавет, Широкореченский и Московский торфяники, электрическая и водонасосная станции; Палкинский сельсовет.
Сталинский район: УЗТМ, электромашины, площадки Станкостроя, ж. д. ст. Свердловск; застроенная часть города — мельницы № 1 и № 2, заводы Сталькан, Металлист, хлебзавод, спиртоводочный завод, фабрика-кухня, Втузгородок, Новый посёлок, Шарташ; Берёзовский, Ключевской и Среднеуральский поссоветы, Мостовской, Первомайский, Пышминский и Пышмино-Ключевской сельсоветы.
Октябрьский район: остальная застроенная часть города — фабрика Ленина, площадка строительства завода Химаппаратуры, Пивзавод, ст. Шарташ, площадка строительства мебельного комбината, бетонный завод, химико-фармацевтический завод, посёлки Уктусским и Нижнеисетский; рп Cысерть, сельсоветы — Абрамовский, Аверинский, Арамильский, Бобровский, Большебрусянский, Большеистокский, Бородулинский, Бруснятский, Верхнемакаровский, Гагарский, Горнощитский, Златогоровский, Измоденовский, Камышевский, Кашинский, Ключевской, Колюткинский, Космаковский, Косулинский, Кочневский, Логиновский, Малобрусянский, Малоистокский, Некрасовский, Мезенский, Никольский, Нижнеипатовский, Сарапульский, Седельниковский, Соколовский, Фоминский, Хромцовский, Щелкунский, Черданский, Чернобровский и Яланский.
Действующий завод и площадку УЗТМ были выделены в непосредственное подчинение Свердловскому горсовету.
В мае 1934 года Свердловск был отнесён к городам областного подчинения. К рабочим посёлкам были отнесены расположенные в пригородной зоне населённые пункты:
- Монетный Тепло-Ключевского сельсовета (с одноимённой ж. д. ст. Монетной Пермской ж. д., Первым и Вторым Благодатными рудниками);
- Пышма Пышмино-Ключевского сельсовета (со вновь строящимся посёлком при электролитном заводе и селением Медный рудник).

За счёт разукрупнения Сталинского района 17 мая 1935 года был выделен Орджоникидзевский район. 29 марта 1936 года в городе образован пятый — Кагановичский район.
К марту 1936 года в Свердловске всего было пять районов: Кагановический, Ленинский, Октябрьский, Орджоникидзевский, Сталинский. Сталинскому райсовету были подчинены рабочие посёлки: Берёзовский, Ключевской, Монетный, Среднеуральский и Балтымский, Мостовской, Мурзинский, Первомайский, Пышминский и Сарапульский сельсоветы. Кагановическому райсовету был подчинён Палкинский сельсовет. Октябрьскому райсовету были подчинены рп Сысерть и Абрамовский, Аверинский, Арамильский, Белоярский, Бобровский, Большебрусянский, Большеистокский, Бородулинский, Бруснятский, Верхемакаровский, Гагарский, Горнощитский, Златогоровский, Измоденовский, Камышевский, Кашинский, Ключевской, Колюткинский, Колпаковский, Косулинский, Кочневский, Логиновский, Малобрусянский, Малоистокский, Мезенский, Некрасовский, Нижнеипатовский, Никольский, Седельниковский, Соколовский, Черданский, Чернобровский, Черноусовский, Фоминский, Хромцовский, Щелкунский, Яланский сельсоветы.
26 июля 1937 года из пригородной зоны Свердловска были выделены следующие районы:
- Арамильский с центром в селении Арамиль в составе Арамильского, Бобровского, Большеистокского, Большеседельниковского, Бородулинского, Верхнемакаровского, Горнощитского, Косулинского, Малоистокского сельсоветов;
- Белоярский с центром в селении Белоярском в составе Белоярского, Большебрусянского, Бруснятского, Гагарского, Златогоровского, Измоденовского, Камышевского, Колюткинского, Кочневского, Логиновского, Малобрусянского, Мезенского, Некрасовского, Соколовского, Хромцовского, Чернобровского, Черноусовского и Ялунинского сельсоветов;
- Берёзовско-Пригородный (Свердловский) с центром в рп Берёзовском в составе рп Берёзовского, Монетного и Ключевского, Пышминского и Сарапульского сельсоветов;
- Сысертский с центром в рп Сысерти в составе рп Сысерти и Абрамовского, Аверинского, Кашинского, Ключевского, Космаковского, Никольского, Новоипатовского, Фоминского, Черданского и Щелкунского сельсоветов.

10 июля 1938 года из был образован новый городской район — Молотовский, выделенный из Кагановичевского,
10 июля 1938 года часть территорий Кагановичского и Ленинского района образуют Ежовский район, переименованный в 1939 году в Молотовский район. В черту Свердловска включено селение Палкино Палкинского сельсовета. Палкинский сельсовет преобразован в Северский сельсовет — селение Северка (административный центр), ж.д. разъезд Северка, пос. Горного отдела Верх-Исетского завода, раз. Перегон 1642 км, пос. торфяника, бараки 98 и 103 кварталов, пос. Гора Хрустальная, кордон Сухая речка, пос. Светлая речка, будки на 15 и 16 км, дом у оз. Половинное, рабочие бараки горлесдачи в 10, 12, 18 и 20 лесном квартале. Северский сельсовет включён в пригородную зону Первоуральска.
Из пригородной зоны Свердловска были выделены Пышминский и Берёзовский районы. Образован Широкореченский поссовет, действующий на положении сельсовета и подчинённый Свердловскому горсовету. В поселковую черту были включены: пос. № 1, 2, 3, 4, 5, 6, 7 участков Широкореченского торфяника, дом конторы Широкореченского торфоуправления, кирпичного завода, пос. Свердловского совхоза Сельхозтреста, 2-й Московский лесной кордон, рабочие бараки Дорстроя, известковые печи, Ивановская избушка, пос. внеплановых застроек, пос. Сельхозкомбината Торфоуправления.
26 мая 1940 года в пос. Овощесовхоза Арамильского района был образован Совхозный сельсовет, переданный в административное подчинение Свердловского горсовета.
28 мая 1942 года из городской черты Свердловска были исключены селение и ж.д. ст. Кольцово, переданные в состав Малоистокского сельсовета Арамильского района; селение и ж.д. ст. Шувакиш, переданные в состав Исетского сельсовета Верхнепышминского района.
23 апреля 1943 года Свердловск был отнесён к категории городов республиканского подчинения.
25 июня 1943 года в городе были образованы новые районы за счёт разукрупнения существующих: Чкаловский в южной части города (выделен из Октябрьского и Ленинского); Куйбышевский район в северо-западной части города (выделен из Орджоникидзевского и Кагановичевского); Кировский район образован в восточной части города (выделен из Сталинского).
17 февраля 1948 года пос. Медное Северского сельсовета был перечислен из пригородной зоны Первоуральска в состав пригородной зоны Свердловска (Широкореченский поссовет).
24 мая 1956 года был упразднён Сталинский район с передачей его территорий в состав Кировского, Кагановичевского и Молотовского районов; рп Кольцово из состава упразднённого Арамильского района был передан в административное подчинение Свердловского горисполкома.
5 апреля 1957 года Верхнемакаровский сельсовет был передан из Сысертского района в административное подчинение Свердловскому горсовету.
12 сентября 1957 года Указом Президиума Верховного Совета РСФСР Молотовский район был переименован в Верх-Исетский, а Кагановичский — в Железнодорожный. 9 марта 1959 года Указом Президиума Верховного Совета РСФСР Куйбышевский район включён в Орджоникидзевский.
3 июня 1958 года Свердловск был переведён из республиканского в областное подчинение. 9 марта 1959 года Орджоникидзевский и Куйбышевский районы объединены в один Орджоникидзевский район. 25 декабря 1961 года н.п. Новая Ферма, ж.д. разъезд 75-й км, Мельничный и Шиловка Чкаловского района были перечислены из состава Совхозного сельсовета в административно-территориальное подчинение Горнощитского сельсовета.
20 апреля 1962 года земельный участок УралНИИСХоза площадью 144 га по смежеству с землями совхоза «Исток» был передан из состава Белоярского района в административно-территориальное подчинение Свердловска. 1 февраля 1963 года Свердловский горсовет был подчинён Свердловскому областному (промышленному) Совету депутатов трудящихся. Свердловскому горсовету были переданы в подчинение Верх-Дубровский, Кольцовский и Широкореченский поссоветы. Верхнемакаровский, Горнощитский и Совхозный сельсоветы Свердловска были переданы в состав Свердловского сельского района. 10 января 1964 года рп Шабровский был передан из Сысертского промышленного района в административное подчинение Чкаловского района Свердловска.
23 апреля 1965 года был образован Садовый сельсовет на базе пос. Совхозного Балтымского сельсовета города Верхней Пышмы (состав: пос. Козловский и Поликлиника). Садовый сельсовет был передан в административно-территориальное подчинение Орджоникидзевского района Свердловска. 6 июля 1965 года пос. Совхозный был переименован в пос. Садовый. 22 ноября 1966 года были пос. базы № 6 строительного управления № 4 в пос. Речной; пос. диспетчерской Свердловского торфотреста — в пос. Лиственный; пос. рыбхоза — в пос. Зелёный Бор; пос. мехколонны № 17 треста «Уралэнергосетьстрой» — в пос. Парковый; пос. поликлиники — в пос. Ягодный.
11 октября 1972 года были исключены из учётных данных как прекратившие существование пос.: Разъезд 75 км Горнощитского сельсовета, Зональный Совхозного сельсовета. 27 февраля 1975 года был упразднён Верхнемакаровский сельсовет Чкаловского района. С. Верхнемакарово было передано в состав Горнощитского сельсовета Чкаловского района. Пос. Чусовское Озеро был передан в состав вновь образованного Чусовского сельсовета Верх-Исетского района Свердловска. 13 ноября 1975 года пос. Арамильского отделения совхоза и Сысерть были переданы из состава Горнощитского сельсовета Чкаловского района в административно-территориальное подчинение Шабровского поссовета.
23 февраля 1977 года было составлено описание городской черты Свердловска. В черту рабочих посёлков были включены слившиеся с ними сельские населённые пункты: в черту рп Широкая Речка в Верх-Исетском районе пос. Северный, Технический и Транспортный; в черту рп Кольцово в пос. Аэропорт. 1 апреля 1977 года были объединены фактически слившиеся населённые пункты:
- пос. Мичурина, Половинка и Южный Широкореченского поссовета Верх-Исетского района (новообразованный посёлок получил название Мичуринский);
- пос. Гореловский и Парковый Совхозного сельсовета Чкаловского района с пос. Совхозным;
- пос. Арамильское отделение совхоза Шабровского поссовета Чкаловского района с пос. Сысертью.

20 февраля 1978 года пос. Шувакиш был передан из Исетского поссовета Верхней Пышмы в административно-территориальное подчинение Свердловского горсовета. 1 августа Шувакиш был передан в административно-территориальное подчинение Железнодорожного райсовета. 26 октября 1979 года был образован Шувакишский сельсовет, переданный в административно-территориальное подчинение Железнодорожного райсовета.
27 декабря 1983 года из Сысертского района в административное подчинение Свердловска был переданы населённый пункт аэропорта «Уктус» и пос. Сулимовский Торфяник. 8 июля 1985 года пос. УралНИИСхоза, подчинённый Свердловскому горсовету, был переименован в пос. Исток 24 февраля 1986 года из учётных данных был исключён пос. Речной Кольцовского поссовета. 31 марта 1987 года были изменена административная граница Сысертского района и Свердловска, пос. Торфяник и аэропорт «Уктус» были переданы без прекращения права пользования из состава земель Сысертского района в административное подчинение Свердловскому горсовету (Чкаловскому райсовету). Впоследствии были включены в черту города.
15 мая 1991 года из административно-территориального подчинения Первоуральского горсовета в подчинение Свердловского горсовета были переданы:
- Верх-Исетскому району — пос. Гора Хрустальная и Палкинский Торфяник, ст. Перегон;
- Железнодорожному району — рп Северка и ст. Палкино.

Исторически существовали поссоветы:
- Кольцовский поссовет — рабочий посёлок Кольцово, посёлки Глубокое, Исток, Мостовка, Семь Ключей;
- Шабровский поссовет — рабочий посёлок Шабровский, посёлки Приисковый, Сысерть;
- Широкореченский поссовет — рабочий посёлок Широкая Речка, посёлки Лиственный, Медный, Мичуринский, Московский;
- Северский поссовет — рабочий посёлок Северка, посёлки Гора Хрустальная, Палкинский Торфяник, Перегон, Светлая Речка.

23 сентября 1991 года Свердловск был переименован в Екатеринбург.
Посёлок Совхозный решением Екатеринбургской городской Думы от 27 мая 2003 года № 39/2 был передан в подчинение Ленинского района. Тем не менее, в последнем реестре административно-территориального устройства, действовавшем до 1 октября 2017 года, и до 2020 года в ОКАТО посёлок числился в составе Совхозного сельсовета Чкаловского района. Законом Свердловской области от 13 апреля 2017 года с 1 октября 2017 года Совхозный был передан в подчинение Ленинского района.
31 декабря 2004 года бывшие рабочие посёлки Кольцово (1989 — 14 735 чел., 2002 — 14 423 чел.) и Широкая Речка были упразднены и включены в черту города Екатеринбурга. В настоящее время они не являются обособленными населёнными пунктами. Шабровский и Северка были преобразованы в 2004 году в сельские населённые пункты.
В сентябре 2005 года был подготовлен проект Областного закона об упразднении ещё 29 населённых пунктов, находящихся в границах муниципального образования «город Екатеринбург». Предполагалось, что указанные населённые пункты войдут в городскую черту Екатеринбурга. Однако в мае 2006 года законопроект был отозван.
11 февраля 2016 года 11 посёлков Глубокое, Гора Хрустальная, Козловский, Лиственный, Мостовка, Перегон, Приисковый, Светлая Речка, Семь Ключей, Хутор и Ягодный были упразднены как населённые пункты и включены в состав районов города Екатеринбурга.
10 сентября 2019 года создана рабочая группа по формированию восьмого административного района Екатеринбурга на базе микрорайона Академический.
Законом Свердловской области от 25 декабря 2019 года из частей Верх-Исетского и Ленинского районов была выделена новая административно-территориальная единица в виде нового района города, наименованного Академическим (вступил в силу в январе 2020 года), постановлением правительства РФ подтверждено 30 октября 2020 года. В феврале 2021 года приняты законы об описании границ района и внесении наименования в перечень административно-территориальных единиц области (вступили в силу 1 октября 2021 года).
В декабре 2021 года приказом Министерства строительства Свердловской области № 746 границы населённого пункта "город «Екатеринбург» определены как соответствующие установленным границам муниципального образования. Внутренние контура границы города Екатеринбурга определены как соответствующие внешним границам населённых пунктов в границах муниципального образования.
1 октября 2021 был создан восьмой район Екатеринбурга — Академический.
К июлю 2022 года в Екатеринбурге концептуально определено 58 планировочных районов.
1 июня 2023 года приказом Министерства строительства Свердловской области № 335 изменены[где?] внешние контура границы населённого пункта "город «Екатеринбург»[уточнить]. Внутренние контура границы города без изменений.

## Историческое административно-территориальное устройство
До 1 октября 2017 года некоторые сельские населённые пункты объединялись в сельсоветы (подчинявшиеся районам).
Городу и его районам к 1991 году подчинялись:
- посёлки Гора Хрустальная, Палкинский Торфяник, Перегон, Светлая Речка (в подчинении Верх-Исетского района);
- Горнощитский сельсовет (в подчинении Чкаловского района) — сёла Горный Щит, Верхнемакарово, Зелёный Бор, Полеводство, Широкая Речка;
- Кольцовский поссовет (в подчинении Октябрьского района) — рабочий посёлок Кольцово, посёлки Глубокое, Исток, Мостовка, Семь Ключей;
- Садовый сельсовет (в подчинении Орджоникидзевского района) — посёлки Садовый, Березит, Козловский, Ягодный;
- Северка, рабочий посёлок (в подчинении Железнодорожного района);
- Совхозный сельсовет (в подчинении Чкаловского района) — посёлки Совхозный, Хутор;
- Чусовской сельсовет (в подчинении Верх-Исетского района) — посёлок Чусовское Озеро;
- Шабровский поссовет (в подчинении Чкаловского района) — рабочий посёлок Шабровский, посёлки Приисковый, Сысерть;
- Широкореченский поссовет (в подчинении Верх-Исетского района) — рабочий посёлок Широкая Речка, посёлки Лиственный, Медный, Мичуринский, Московский;
- Шувакишский сельсовет (в подчинении Железнодорожного района) — посёлок Шувакиш.

1 октября 2017 года Кольцовский, Шабровский и Широкореченский поссоветы и Горнощитский, Садовый, Совхозный, Чусовской и Шувакишский сельсоветы были упразднены.
| №        | ТЕ / АТЕ               |              | Состав                                                                           | Упразднённые после 1991 н.п.                                       |
| -------- | ---------------------- | ------------ | -------------------------------------------------------------------------------- | ------------------------------------------------------------------ |
| 1        | город Екатеринбург     |              | Екатеринбург                                                                     |                                                                    |
| 1.000001 | внутригородские районы | сельсоветы   |                                                                                  |                                                                    |
| 2        | Верх-Исетский          |              | посёлки Лиственный, Медный, Мичуринский, Московский, Палкинский Торфяник         | посёлки Гора Хрустальная, Перегон, Светлая Речка, рп Широкая Речка |
| 2.000002 |                        | Чусовской    | посёлок Чусовское Озеро                                                          |                                                                    |
| 3        | Железнодорожный        |              | посёлок Северка                                                                  |                                                                    |
| 3.000003 |                        | Шувакишский  | Шувакиш                                                                          |                                                                    |
| 4        | Кировский              |              |                                                                                  |                                                                    |
| 5        | Ленинский              |              |                                                                                  |                                                                    |
| 6        | Октябрьский            |              | посёлок Исток                                                                    | посёлки Глубокое, Мостовка, Семь Ключей, рп Кольцово               |
| 7        | Орджоникидзевский      |              |                                                                                  |                                                                    |
| 7.000004 |                        | Садовый      | посёлки Садовый, Березит                                                         |                                                                    |
| 8        | Чкаловский             |              | посёлки Сысерть, Шабровский                                                      | посёлок Приисковый                                                 |
| 8.000005 |                        | Горнощитский | сёла Горный Щит, Верхнемакарово, посёлки Зелёный Бор, Полеводство, Широкая Речка |                                                                    |
| 8.000006 |                        | Совхозный    | посёлок Совхозный                                                                | посёлок Хутор                                                      |